# ماري روز

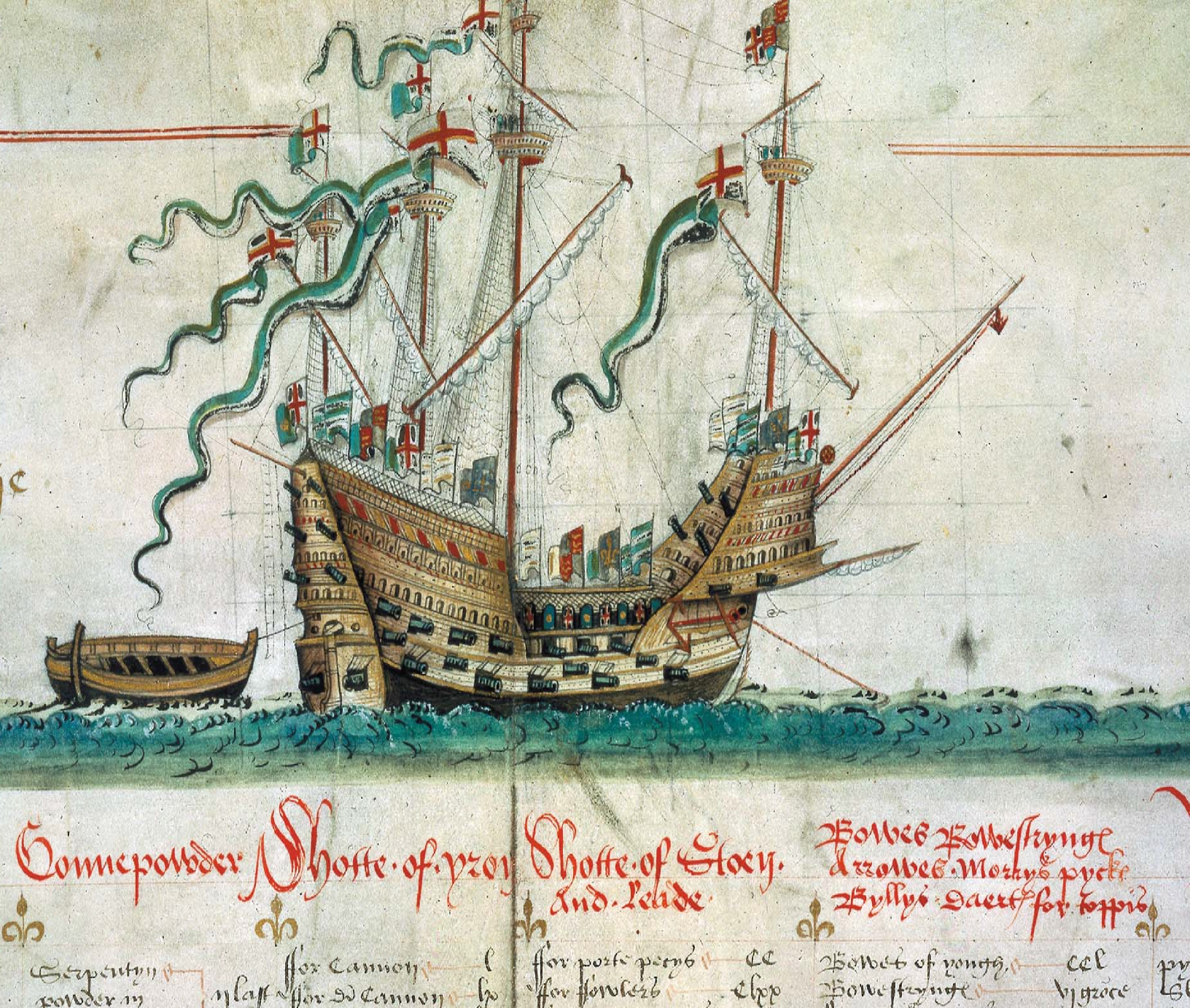
الرسم الوحيد المعروف لماري روز

ماري روز (بالإنجليزية: Mary Rose)‏ اسم لاحدى سفن الاسطول الإنكليزي في عهد الملك هنري الثامن وكانت من السفن المفضلة لديه، وقد تم اغراقها من قبل الاسطول الفرنسي الذي كان يحاول غزو الأراضي الإنجليزية حينها، كانت ماري روز سفينة ضخمة نسبيا وقد غرقت سنة 1545م، وتم انتشالها من القنال الإنكليزي في عام1982م، قبالة مدينة بورتسماوث حيث غرقت هناك. وهي الآن معروضة في متحف الميناء المذكور حيث جرت لها بعض الترميمات والإصلاحات. وجد في داخلها الكثير من المتع والأسلحة والمدافع.

## تاريخ السفينة
تم بناء «ماري روز» بين عامي 1510و 1512 وأبلت بلاء حسنًا في الحروب الإنكليزية الفرنسية الأربعة. كانت سفينة حربية ناجحة تمامًا ويعو ذلك إلى أن تسليح «ماري روز» كان متقن ومدروس؛ لأنه يجمع بين التكنولوجيا القديمة من مدافع الحديد المصنع، وتحتوي بشكل أساسي على ماسورة المدفع، وتثبيت الخلفية مع تجويف به فتحة في مؤخرته سدادة، ثم الفوهة البرونزية وهي من تكنولوجيا التي كان على الملك «هنري الثامن» استيرادها من القارة الأوروبية، لأن في إنجلترا كان الإنجليز في ذلك الوقت يفتقرون لتلك التكنولوجيا؛ ولذلك جلب أفضل صُنَّاع المدافع من «أوروبا»، وهيأ لهم العمل في لندن، وعلموا صُنَّاع المدافع «الإنجليز» تكنولوجيا صناعة المدافع البرونزية، وأصبح المدفع الذي يعبأ من الفوهة يعمل في الأسطول الإنجليزي.